# Saison 1977 de la NFL
Navigation
Édition précédente Édition suivante
La saison 1977 de la NFL est la 58e saison de la National Football League. Elle voit le sacre des Dallas Cowboys à l'occasion du Super Bowl XII.

## Classement général
| Qualifié en play-offs |

| AFC Est              |      |      |      |        |          |            |
| Franchise            | Vic. | Déf. | Nuls | % vic. | Pts pour | Pts contre |
| Baltimore Colts      | 10   | 4    | 0    | .714   | 295      | 221        |
| Miami Dolphins       | 10   | 4    | 0    | .714   | 313      | 197        |
| New England Patriots | 9    | 5    | 0    | .643   | 278      | 217        |
| Buffalo Bills        | 3    | 11   | 0    | .214   | 160      | 313        |
| New York Jets        | 3    | 11   | 0    | .214   | 191      | 300        |
| AFC Central          |      |      |      |        |          |            |
| Franchise            | Vic. | Déf. | Nuls | % vic. | Pts pour | Pts contre |
| Pittsburgh Steelers  | 9    | 5    | 0    | .643   | 283      | 243        |
| Cincinnati Bengals   | 8    | 6    | 0    | .571   | 238      | 235        |
| Houston Oilers       | 8    | 6    | 0    | .571   | 299      | 230        |
| Cleveland Browns     | 6    | 8    | 0    | .429   | 269      | 267        |
| AFC Ouest            |      |      |      |        |          |            |
| Franchise            | Vic. | Déf. | Nuls | % vic. | Pts pour | Pts contre |
| Denver Broncos       | 12   | 2    | 0    | .857   | 274      | 148        |
| Oakland Raiders      | 11   | 3    | 0    | .786   | 351      | 230        |
| San Diego Chargers   | 7    | 7    | 0    | .500   | 222      | 205        |
| Seattle Seahawks     | 5    | 9    | 0    | .357   | 282      | 373        |
| Kansas City Chiefs   | 2    | 12   | 0    | .143   | 225      | 349        |

| NFC Est             |      |      |      |        |          |            |
| Franchise           | Vic. | Déf. | Nuls | % vic. | Pts pour | Pts contre |
| Dallas Cowboys      | 12   | 2    | 0    | .857   | 345      | 212        |
| Washington Redskins | 9    | 5    | 0    | .643   | 196      | 189        |
| St. Louis Cardinals | 7    | 7    | 0    | .500   | 272      | 287        |
| Philadelphia Eagles | 5    | 9    | 0    | .357   | 220      | 207        |
| New York Giants     | 5    | 9    | 0    | .357   | 181      | 265        |
| NFC Central         |      |      |      |        |          |            |
| Franchise           | Vic. | Déf. | Nuls | % vic. | Pts pour | Pts contre |
| Minnesota Vikings   | 9    | 5    | 0    | .643   | 231      | 227        |
| Chicago Bears       | 9    | 5    | 0    | .643   | 255      | 253        |
| Detroit Lions       | 6    | 8    | 0    | .429   | 183      | 252        |
| Green Bay Packers   | 4    | 10   | 0    | .286   | 134      | 219        |
| Tampa Bay Buccs     | 2    | 12   | 0    | .143   | 103      | 223        |
| NFC Ouest           |      |      |      |        |          |            |
| Franchise           | Vic. | Déf. | Nuls | % vic. | Pts pour | Pts contre |
| Los Angeles Rams    | 10   | 4    | 0    | .714   | 302      | 146        |
| Atlanta Falcons     | 7    | 7    | 0    | .500   | 179      | 129        |
| San Francisco 49ers | 5    | 9    | 0    | .357   | 220      | 260        |
| New Orleans Saints  | 3    | 11   | 0    | .214   | 232      | 336        |

- Baltimore termine devant Miami en AFC Est en raison des résultats enregistrés en conférence (9-3 contre 8-4).
- Buffalo termine devant les NY Jets en AFC Est en raison de la difficulté du calendrier (.582 contre .536).
- Cincinnati termine devant Houston en AFC Central en raison des résultats enregistrés en division (6-3 to Oilers' 5-4).
- Minnesota termine devant Chicago en NFC Central en raison des résultats enregistrés face aux adversaires communs.
- Chicago gagne la NFC Wild Card sur Washington en raison des résultats enregistrés en conférence.
- Philadelphia termine devant NY Giants en NFC Est en raison des résultats enregistrés en confrontation directe (2-0).

## Play-offs
Les équipes évoluant à domicile sont nommées en premier. Les vainqueurs sont en gras

### AFC
- Premier tour : 
  - 24 décembre 1977 : Baltimore 31-37 Oakland
  - 24 décembre 1977 : Denver 34-21 Pittsburgh
- Finale AFC : 
  - 1er janvier 1978 : Denver 20-17 Oakland

### NFC
- Premier tour : 
  - 26 décembre 1977 : Dallas 37-7 Chicago
  - 26 décembre 1977 : Los Angeles 7-14 Minnesota
- Finale NFC : 
  - 1er janvier 1978 : Dallas 23-6 Minnesota

### Super Bowl XII
- 15 janvier 1978 : Dallas (NFC) 27-10 Denver (AFC), au Louisiana Superdome de La Nouvelle-Orléans